# Brave Words and Bloody Knuckles
Brave Words and Bloody Knuckles (stylisé Brave Words & Bloody Knuckles, aussi abrégé BW&BK ou BWBK,) est un magazine musical canadien, spécialisé dans le heavy metal. Lancé en 1994 par Tim Henderson et Martin Popoff, son premier numéro sort en mai de cette même année. Un webzine associé au magazine est à son tour lancé en 2000. La version papier de Brave Words and Bloody Knuckles cesse d'être publiée en 2009, tandis que le site gagne en popularité. La publication, connue pour la diversification du contenu de ses pages, a été décrite comme « la bible canadienne du metal » et « la meilleure source de metal de l'univers ».

## Contexte
Après avoir écrit pour le magazine M.E.A.T. pendant plusieurs années, Tim Henderson travaille au magasin de disque de HMV de la Rue Yonge, située à Toronto. Il décide alors de lancer sa propre publication, qu'il nomme Metal Timbits. Il en sort une douzaine de numéros, qu'il photocopie et agrafe lui-même avant de le distribuer gratuitement. De son côté, Martin Popoff autopublie un premier ouvrage de critiques musicales en 1993, intitulé Riff Kills Man! 25 Years of Recorded Hard Rock & Heavy Metal.
À la suite de ces événements, les deux hommes se rencontrent et font connaissance l'un de l'autre,. Martin Popoff travaille alors dans une entreprise en services d'imprimerie appelée The Perfect Page. Tim Henderson, qui a déjà des idées plein la tête, a ainsi l'opportunité de lancer un nouveau magazine avec lui.
Brave Words and Bloody Knuckles est lancé en 1994 par Tim Henderson et Martin Popoff. Le nom du magazine, choisi par Henderson, est une référence à un album d'un groupe nommé Agony Column. Le premier numéro paraît en mai 1994 à 200 exemplaires. Pour les tout premiers numéros du magazine, Popoff se charge de faire du découpage et du collage sur son propre photocopieur, avant de faire peaufiner la mise en page au sein de son entreprise.

## Présentation et contenu
Brave Words and Bloody Knuckles est édité à Toronto. Dix numéros du magazine sortent chaque année et ses tirages sont compris entre 25 000 et 30 000 exemplaires. Tim Henderson en est l'éditeur, le propriétaire et le directeur général,, et Martin Popoff le rédacteur en chef.
Brave Words and Bloody Knuckles est un magazine spécialisé dans le heavy metal qui se focalise surtout sur le metal extrême et underground. Le contenu du magazine inclut des interviews,, une grande rubrique consacrée aux actualités musicales et des chroniques de concerts et de disques. Les nouveautés principales de chaque mois sont chroniquées et notées par plusieurs personnes, qui donnent ainsi des points de vue différents sur ces nouveautés. Une grande partie du magazine est consacrée à des groupes indépendants, notamment à travers sa rubrique « Unearthing the Unsigned ».
Chaque numéro est accompagné d'une compilation intitulée « Knuckle Tracks », sur laquelle n'importe quel groupe avec 400 dollars en poche peut apparaître. Ces compilations, qui peuvent par exemple inclure des titres de Slayer, Pantera ou Sons of Otis, peuvent aussi permettre à des groupes encore inconnus de se faire connaître.

## Site web et webradio
En plus de son format papier, Brave Words and Bloody Knuckles a fait son apparition sur Internet, avec un site web créé à l'adresse bravewords.com et une webradio apparue sur www.bwbk.com,. Le webzine, lancé en 2000, propose des actualités musicales, des articles de présentation, des critiques de disques et des documents audio et vidéo. Le site inclut également un espace publicitaire destiné à ses affiliés et un forum appelé BraveBoard pour ses membres.
La version papier du magazine cesse d'être publiée en 2009, en raison surtout d'une baisse des revenus publicitaires et d'une audience jugée trop faible. À l'inverse, en raison de sa popularité croissante, le site bravewords.com se maintient et avoisine les 25 000 visites quotidiennes en 2009. En 2014, elles sont estimées à 15 000. Le site a été surnommé le « CNN des actualités sur le metal ».

## Réception
Brave Words and Bloody Knuckles est réputé pour la diversification de son contenu,,. Chad Bowar du site About.com le classe à la 2e place de son top 9 des meilleurs magazines de heavy metal et le considère comme « la bible canadienne du metal ». Il décrit Brave Words and Bloody Knuckles comme une publication « remplie de nouvelles, d'interviews et de critiques de certains des meilleurs journalistes musicaux dans l'industrie » et apprécie particulièrement le fait que les nouveautés principales du mois soient chroniquées par plusieurs personnes. Il trouve néanmoins qu'il est très cher à l'achat aux États-Unis, avec plus de 8 dollars le numéro.
Arnstein Petersen du site Doom-metal.com remarque que le magazine propose un contenu varié, aussi bien au niveau du magazine que de la compilation qui l'accompagne. Il apprécie sa « riche rubrique de nouvelles qui couvre un large spectre » et trouve que la couverture accordée aux groupes de doom metal est satisfaisante. Le magazine Metallian a décrit Brave Words and Bloody Knuckles comme « un magazine de metal sérieux avec un objectif ambitieux » et « la meilleure source de metal de l'univers. »